# ماريلا (نيويورك)
ماريلا (بالإنجليزية: Marilla, New York)‏ هي بلدة أمريكية تقع في الولايات المتحدة في نيويورك (ولاية). يقدر عدد سكانها بـ 5,327 نسمة .